# Sitarobrachys thoracica
Sitarobrachys thoracica is een keversoort uit de familie van oliekevers (Meloidae). De wetenschappelijke naam van de soort is voor het eerst geldig gepubliceerd in 1862 door Kraatz.